# З Юпітера
З Юпітера — роман чилійського письменника Франциско Міраллеса, опублікований у 1877 році. Цей твір визнано першим чилійським твором наукової фантастики. Роман написано лише через 12 років від «З Землі на Місяць» Жюля Верна та лише через три роки після першого латиноамериканського твору науково-фантастичного жанру («Дивовижна подорож сеньйора Нік-Нака» аргентинця Едуардо Холмберга).

## Зміст
Цей невідомий креольський дебют у ключі пригод розповідає про візит Карлоса, тодішнього жителя Сантьяго, на п'яту планету нашої сонячної системи. Від Юпітера відповідає науковій утопії, яка описує інопланетне суспільство, яке існує на гігантській планеті. Карлос, головний герой, відправляється на Юпітер за допомогою гіпнозу, і там він відкриває технологічно розвинуте суспільство, яке служить підкресленню недоліків Чилі того часу. Роман не скупиться на елементи, характерні для сучасної наукової фантастики, як-от опис технічних чудес, таких як проектори та телескопи, які дозволяють читати газети із землі з самого Юпітера. Юпітеріани також здатні літати та проходити крізь стіни.

## Копії та перевидання
До 1994 року було відомо лише про існування трьох примірників другого видання книги, і жодного першого видання. Однак його примірники були знайдені в Національній бібліотеці та інших важливих бібліотеках, тому доступ до нього сьогодні можливий.
У січні 2016 року книгу було перевидано Editorial Bajo los Hielos спільно з Tierra Polar з прологом Рафаеля Відели Е. та обкладинкою Карлоса Еулефі. Сучасне видання роману має 273 сторінки.